# Little Fishing Lake
Little Fishing Lake är en sjö i Kanada.   Den ligger i provinsen Saskatchewan, i den centrala delen av landet, 2 600 km väster om huvudstaden Ottawa. Little Fishing Lake ligger 608 meter över havet. Arean är 3,6 kvadratkilometer. Den sträcker sig 3,1 kilometer i nord-sydlig riktning, och 2,9 kilometer i öst-västlig riktning.
I omgivningarna runt Little Fishing Lake växer i huvudsak blandskog. Trakten runt Little Fishing Lake är nära nog obefolkad, med mindre än två invånare per kvadratkilometer.